# Glomerulonefritis
Glomerulonefritis is de algemene term voor aandoeningen van de glomeruli van de nieren.
Aantal voorbeelden:
- minimal change nefropathie,
- ziekte van Wegener,
- IgA nefropathie,
- focale glomerulosclerose,
- Syndroom van Goodpasture.

Kenmerken van deze aandoeningen:
- erytrocyturie (rode bloedcellen in de urine, vaak alleen bij microscopisch onderzoek zichtbaar).
- proteïnurie (verlies van eiwit in de urine). Indien dit eiwitverlies meer dan 3,5 gram per 24 uur bedraagt, dan spreekt men van een nefrotisch syndroom.

Glomerulonefritiden worden gediagnosticeerd aan de hand van microscopisch onderzoek op nierweefsel, verkregen middels een nierbiopt. Dit laatste onderzoek vindt meestal plaats onder echogeleiding, maar kan ook "blind". Dit laatste gebeurt niet zo vaak meer, gezien de kans op complicaties, m.n. bloedingen.
De behandeling van glomerulonefritiden hangt af van de oorzaak. Vaak is het een combinatie van bloeddrukverlagende medicatie (ACE-remmers) en afweerremmers (steroïden, imuran, cyclofosfamide (merknaam: endoxan) ).
Bij verslechtering van de nierfunctie kan uiteindelijk dialyse of niertransplantatie nodig zijn. In het niertransplantaat kan de oorspronkelijke ziekte terugkomen.